# Onthophagus taiwanus
Onthophagus taiwanus är en skalbaggsart som beskrevs av Shuhei Nomura 1973. Onthophagus taiwanus ingår i släktet Onthophagus och familjen bladhorningar. Inga underarter finns listade i Catalogue of Life.